# Milà-Sanremo 1951
La Milà-Sanremo 1951 fou la 42a edició de la Milà-Sanremo. La cursa es disputà el 19 de març de 1951 i va ser guanyada pel francès Louison Bobet, que s'imposà al seu compatriota Pierre Barbotin.
183 ciclistes hi van prendre part, acabant la cursa 137 d'ells.

## Classificació final
|    | Ciclista         | Equip           | Temps      |
| -- | ---------------- | --------------- | ---------- |
| 1  | Louison Bobet    | Stella-Dunlop   | 7h 30' 23" |
| 2  | Pierre Barbotin  | Stella-Dunlop   | m. t.      |
| 3  | Loretto Petrucci | Bianchi-Pirelli | + 3' 19"   |
| 4  | Angelo Menon     | Stucchi         | + 3' 30"   |
| 5  | Raymond Impanis  | Alcyon-Dunlop   | + 3' 35"   |
| 6  | Rodolfo Falzoni  | Guerra          | + 5' 14"   |
| 7  | Sergio Maggini   | Atala           | m. t.      |
| 8  | Alain Moineau    | Ganna-Ursus     | m. t.      |
| 9  | Danilo Barozzi   | Atala           | m. t.      |
| 10 | Lido Sartini     | -               | m. t.      |